# Onich
Onich är en by i Highland i Skottland. Byn är belägen 3 km 
från North Ballachulish. Orten har 205 invånare (2011).